# مارکوس الی رویج

مارکوس الی رویج

مارکوس الی رویج (Revici) (متولد ۲۵ ژوئن ۱۸۸۴، بارلاد، رومانی - ۶ اکتبر ۱۹۶۵ گراس، فرانسه) نویسنده یهودی آمریکایی مهاجر بود که کتاب‌ها و مقالات زیادی در مورد مهاجرت به آمریکا و اروپا بین جنگ‌های جهانی نوشت. او که بیشتر به خاطر کتاب زندگی‌نامه‌اش آمریکایی در حال ساخت (۱۹۱۷) شناخته می‌شود، همچنین به‌خاطر مقاله طنز خود در سال ۱۹۲۸ با عنوان «پرونده‌ای واقعی علیه یهودیان» که وزارت تبلیغات آلمان نازی و دیگران تا به امروز از آن به عنوان مدرک سوء استفاده کرده‌اند، شناخته می‌شود. در این کتاب او به گونه ای طنزآمیز بیان می‌کند که جهان تحت سلطه توطئه گران یهودی است. او همچنین زندگی‌نامه نویس خانواده روچیلد و همچنین همسر دوم ناپلئون ماری لوئیز بود.
مقاله‌های او «یک پرونده واقعی علیه یهودیان» و «کمیسیاری برای جنتیلها» که در شماره‌های ژانویه و فوریه ۱۹۲۸ مجله قرن منتشر شد، ظاهراً به عنوان «یک اعتراف ویرانگر» برای اولین بار در Czernowitz Allgemeine Zeitung در ۲ سپتامبر ۱۹۳۳ به آلمانی ترجمه شد. سپس دوباره به عنوان صدایی در بیابان ترجمه شد.
او پس از مهاجرت به ایالات متحده در دانشگاه میسوری در کلمبیا، میسوری تحصیل کرد.